# Воронов, Борис Александрович (эколог)
Борис Александрович Воронов (р. 19 июня 1947) — советский и российский орнитолог, биолог, эколог, охотовед, доктор биологических наук (2000), член-корреспондент Российской академии наук (2006), директор (1996—2018) ФГБУН «Институт водных и экологических проблем Дальневосточного отделения Российской академии наук» (ИВЭП ДВО РАН), научный руководитель ИВЭП ДВО РАН (с 2018) — ФГБУН «Хабаровский Федеральный исследовательский центр ДВО РАН — обособленное подразделение Института водных и экологических проблем» (ИВЭП ДВО РАН), председатель Хабаровского краевого отделения Русского географического общества (2012—2016), член РГО с 1973 года. Заслуженный эколог Российской Федерации (1997). Живет и работает в Хабаровске.
Член «Единой России», член политсовета Хабаровского краевого отделения «Единой России» (до 2019 г.).

## Биография
Родился в 1947 году в городе Егорьевск Московской области.
После семи классов школы в 1961 году поступил на отделение «охотоведение-звероводство» Московского заготовительного техникума Роспотребсоюза, по окончании которого в 1965 году получил специальность «охотовед-зверовод».
В 1963—1964 годах проходил практику в кооперативных зверпромхозах Курганской области.
С 1965 года работал охотоведом Самаргинского отделения госпромхоза «Тернейский», участвовал в организации первого на Дальнем Востоке нутриеводческого хозяйства. После службы в армии работал охотоведом Госохотинспекции Мособлисполкома.
В 1970 году поступил на охотоведческий факультет Всесоюзного сельскохозяйственного института заочного образования в г. Балашиха, после окончания которого в 1975 году получил специальность «биолог». Параллельно с 1972 года стал работать старшим лаборантом в группе заповедников Хабаровского комплексного научно-исследовательского института Дальневосточного научного центра АН СССР.
В 1975 году стал младшим научным сотрудником, позднее работал младшим научным сотрудникам и научным сотрудником в лаборатории биоценологии.
В 1986 году защитил кандидатскую диссертацию.
В 1987 году организовал в Хабаровском комплексном научно-исследовательском институте (ХабКНИИ) ДВНЦ АН СССР лабораторию экологии животных и был избран её заведующим, в 1991 году был избран заместителем директора Института водных и экологических проблем Дальневосточного отделения Российской академии наук (ИВЭП ДВО РАН) по научной работе, в 1996 году стал исполняющим обязанности директора института, в 1997 году был утверждён в должности директора института. С 2018 года по н.в. — научный руководитель ИВЭП ДВО РАН.
Председатель (2008—2017) Хабаровского организационно-методического центра Дальневосточного отделения Российской академии наук (ФГБУ «ХОМЦ ДВО РАН»).

## Научные достижения
В 1986 году защитил кандидатскую диссертацию «Орнитологические комплексы зоны восточного участка БАМ (современное состояние, перспективы охраны)», в 2000 году защитил докторскую диссертацию «Экологические основы сохранения биологического разнообразия в осваиваемых регионах: На примере Нижнего Приамурья», в 2006 году был избран членом-корреспондентом РАН.
Разработал стратегию сохранения биологического разнообразия Северного Сихотэ-Алиня. Установил качественные и количественные зависимости между типом антропогенных воздействий на природные экосистемы и характером изменения населения птиц. Создал новое научное направление — решение природоохранных и экологических проблем путём разработки и реализации комплексных региональных программ устойчивого эколого-экономического развития; сформировал концептуальные подходы к экологически устойчивому социально-экономическому развитию субъектов Российской Федерации, расположенных в бассейне реки Амур, на основе рационального природопользования, экологической безопасности и международного сотрудничества.
Реализовал разработанные теоретические положения в проводимых под его руководством комплексных исследованиях природной среды в зонах её антропогенных изменений в рамках российских и международных проектов по эколого-географической экспертизе районов возможного строительства Селемджинской ГЭС, Дальневосточной АЭС, перспективного лесопромышленного освоения, по рациональному землепользованию в бассейне реки Уссури, Программы ДВО РАН «Комплексные исследования природной среды в бассейне реки Амур» и др. По его инициативе и при непосредственном участии в регионе созданы и функционируют несколько особо охраняемых природных территорий, в том числе два заповедника.
Подготовил 3 кандидатов и 1 доктора наук.

## Избранные публикации
Опубликовал более 300 статей, 18 монографий, 2 брошюры, 4 карты. Имеет 2 патента РФ.
- «Трансграничные проблемы использования водных ресурсов в бассейне реки Амур» // «Устойчивость водных объектов, водосборных и прибрежных территорий; риски их использования» — Калининград: Капрос, 2011
- «Особенности концепции Программы по улучшению экологического состояния г. Хабаровска на 2011—2015 гг.» // «Вестник ДВО РАН», 2011, № 2 (156)
- «Природно-ориентировочный туризм на Дальнем Востоке России — потенциальные возможности, опыт организации, перспективы развития» — «Стратегия развития Дальнего Востока: возможности и перспективы», Т. 4. «Экология: материалы региональной научно-практической конференции» — Хабаровск: ДВГНБ, 2003
- «Эколого-географическиеаспекты природопользования в Приамурье» // «Современные проблемы регионального развития: материалы I межрегиональной научной конференции, 17-20 октября 2006 г» / Под. ред. А. Н. Махинова. — Хабаровск: ДВО РАН, 2006

## Награды
- Заслуженный эколог Российской Федерации (21 июля 1997 года) — за заслуги в охране окружающей среды и природных ресурсов[10].
- Благодарность Президента Российской Федерации (5 февраля 2024 года) — за заслуги в развитии отечественной науки, многолетнюю плодотворную деятельность и в связи с 300-летием со дня основания Российской академии наук[11].